# 金睛百眼鬼
金睛百眼鬼，是《二郎神醉射锁魔镜》杂剧登场的妖怪，而该杂剧本身重点是二郎神与九首牛魔王、哪吒与金睛百眼鬼比试高低，最后拿住二洞妖魔上。因为二郎神一箭射破天狱锁魔镜，结果放出牛魔罗王和金睛百眼鬼，两妖怪就逃到黑风山。百眼鬼在下场时念了四句下场诗: “忙差鬼怪唤山精，狐兔猿鹤都点名。在《二郎神醉射鎮魔鏡》中，除了金睛百眼鬼，另外还有鬼力、抱刀鬼。九首牛魔王则是金睛百眼鬼兄弟，因为误犯天条，镇在锁魔镜里受罪。
在《南游记》，又名《五显灵官大帝华光天王传》中，则是華光丟起金磚，打破梭婆鏡，放走金睛百眼鬼和吉芝陀聖母，并各自逃生走在下界。
在元代面具鬼头就有五色鬼头、百眼鬼头、雷公头、夜叉头等。
魯迅的中國小說史略第十六篇上說:我當 H 同金晴百眼鬼，在北極驅邪院梭婆鏡內，被鏡鎮倒。

## 原文
《二郎神醉射锁魔镜》(百眼鬼上，云)我做妖魔一百个眼，个个眼似亮灯盏。昨日害眼讨眼药，费了五十对青鱼胆。吾乃金睛百眼鬼是也。哥哥去了也，点手下鬼兵，与那吒斗胜，走一遭去。忙差鬼怪唤山精，狐兔猿鹤都点名。若把那吒活拿住，一人赏一个大烧饼。(下)
《南游记》太子连忙走入北极驱邪院，躲去梭婆镜后，华光赶到，不见太子，只有二鬼在。华光向那二鬼，那二鬼被镜镇倒，巴不得华光打破金镜，救他出来，连忙应说：“避开，那太子走来，躲在我梭婆镜后。”华光闻言大怒，丢起金砖，打破梭婆镜，放走那二鬼，一个乃是金睛百眼鬼，一个乃是吉芝陀圣母，各自逃生，走在下界。

## 参看
- 中国妖怪列表